# Meggyesfalva
Meggyesfalva (románul Mureșeni): falu Romániában Maros megyében.

## Fekvése
A Maros bal partján fekvő kis falu 1968-óta Marosvásárhely része.

## Története
1390-ben Mediesfalva néven említik először. A falunak valószínűleg már a középkorban volt temploma, amelyet a 16. században a reformátusok foglaltak el és felújították. Ezt 1922-ben államosították, majd tönkrement ezért lebontották. 1601-ben a falu mellett verte szét Székely Mózes serege Basta seregének egy 300 főnyi fosztogató csapatát. 1746-ban románok költöztek a faluba a Korniss gróf által elüldözött reformátusok helyére. Ortodox templomuk 1937-ben épült. A falunak 1910-ben 1262 lakosából 699 román, 463 magyar volt. A trianoni békeszerződésig Maros-Torda vármegye Marosi alsó járásához tartozott.

## Látnivalók
- Római katolikus temploma 1716-ban egy kőépület volt, gr. Korniss Zsigmond ekkor foglalta le a jezsuiták számára, a falu lakosai ekkor rekatolizáltak. Tornyát a 19. században vörösre festették.
- A Lázár-kastély elődjét 1451-ben az Alárdi család birtokolta, a 19. század közepén Lázár Mór emeletes udvarházzá alakíttatta. 1921-ben égett le. Mára csak egy vadászlak maradt belőle az egykori kocsiszínnel, homlokzatán az 1708-as évszám olvasható.

## Ismert emberek
- Itt született 1931. április 22-én Várterész István gyógyszerész, gyógyszerészeti- és helytörténeti író.